# Statistiche dei ciclisti italiani nei Grandi Giri
Questa pagina descrive le statistiche dei ciclisti italiani a livello maschile professionistico nei Grandi Giri, che sono i seguenti:
- Tour de France (prima edizione nel 1903)
- Giro d'Italia (prima edizione nel 1909)
- Vuelta a España (prima edizione nel 1935)

I dati seguenti sono aggiornati a dopo la Vuelta a España 2024.

## Classifica generale

### Vittorie

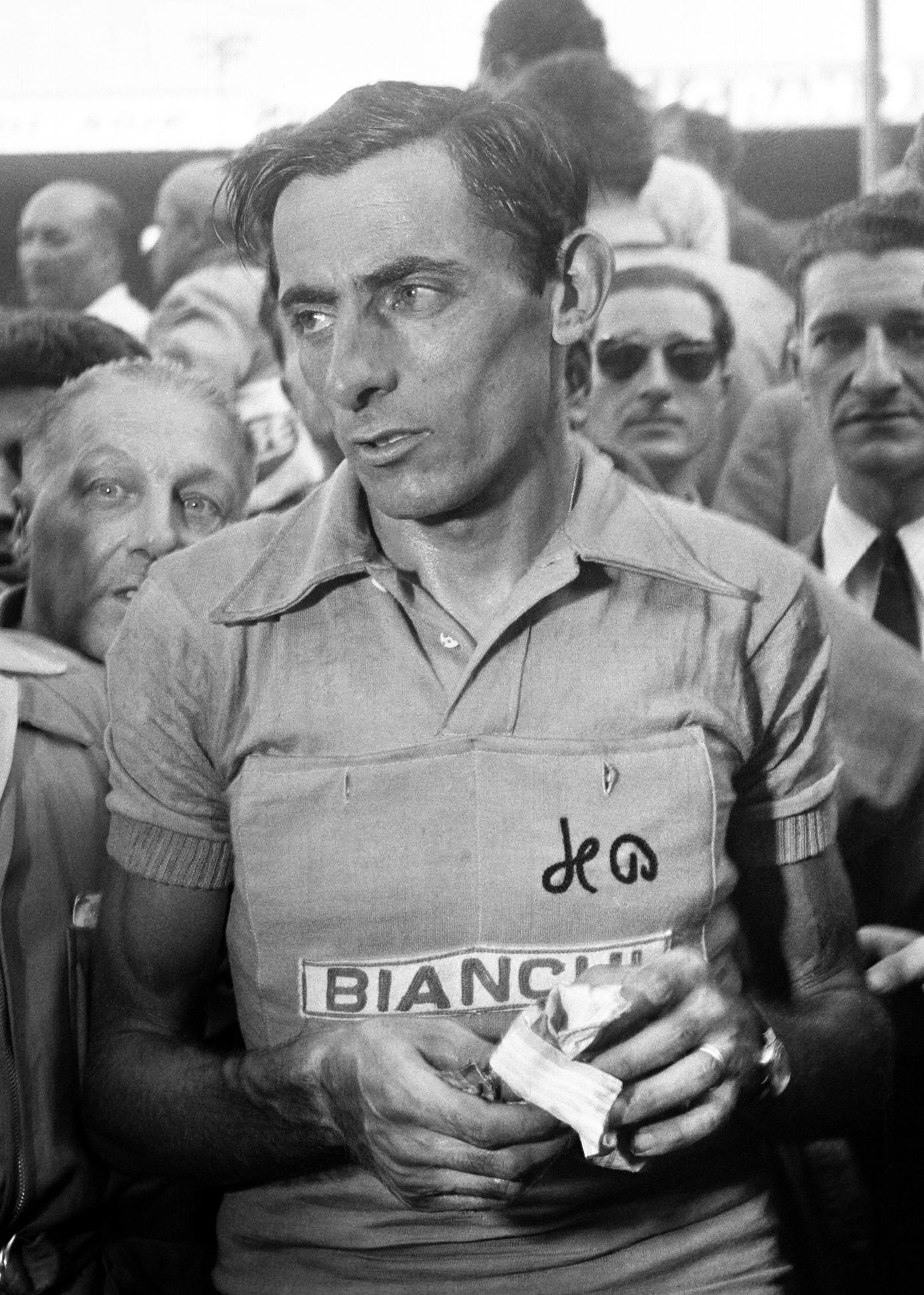
Fausto Coppi, italiano vincitore del maggior numero di Grandi Giri: 7

Nella seguente lista sono riportati tutti i ciclisti italiani che hanno vinto nella loro carriera un grande Giro. Solo nell'albo d'oro del Giro d'Italia è in testa un ciclista italiano: difatti, con 5 titoli vinti, sono primi in questa graduatoria Fausto Coppi e Alfredo Binda, a pari merito con il belga Eddy Merckx. Felice Gimondi e Vincenzo Nibali sono gli unici ciclisti italiani ad avere vinto almeno una volta tutti e tre i grandi Giri. 
| Nome                | Totale | Giro d'Italia                    | Tour de France | Vuelta a España |
| ------------------- | ------ | -------------------------------- | -------------- | --------------- |
| Fausto Coppi        | 7      | 5 (1940, 1947, 1949, 1952, 1953) | 2 (1949, 1952) | 0               |
| Gino Bartali        | 5      | 3 (1936, 1937, 1946)             | 2 (1938, 1948) | 0               |
| Felice Gimondi      | 5      | 3 (1967, 1969, 1976)             | 1 (1965)       | 1 (1968)        |
| Alfredo Binda       | 5      | 5 (1923, 1925, 1927, 1928, 1929) | 0              | 0               |
| Vincenzo Nibali     | 4      | 2 (2013, 2016)                   | 1 (2014)       | 1 (2010)        |
| Giovanni Brunero    | 3      | 3 (1921, 1922, 1926)             | 0              | 0               |
| Fiorenzo Magni      | 3      | 3 (1948, 1951, 1955)             | 0              | 0               |
| Ottavio Bottecchia  | 2      | 0                                | 2 (1924, 1925) | 0               |
| Gastone Nencini     | 2      | 1 (1957)                         | 1 (1960)       | 0               |
| Marco Pantani       | 2      | 1 (1998)                         | 1 (1998)       | 0               |
| Franco Balmamion    | 2      | 2 (1962, 1963)                   | 0              | 0               |
| Ivan Basso          | 2      | 2 (2006, 2010)                   | 0              | 0               |
| Carlo Galetti       | 2      | 2 (1910, 1911)                   | 0              | 0               |
| Costante Girardengo | 2      | 2 (1919, 1923)                   | 0              | 0               |
| Ivan Gotti          | 2      | 2 (1997, 1999)                   | 0              | 0               |
| Paolo Savoldelli    | 2      | 2 (2002, 2005)                   | 0              | 0               |
| Giuseppe Saronni    | 2      | 2 (1979, 1983)                   | 0              | 0               |
| Gilberto Simoni     | 2      | 2 (2001, 2003)                   | 0              | 0               |
| Giovanni Valetti    | 2      | 2 (1938, 1939)                   | 0              | 0               |
| Giovanni Battaglin  | 2      | 1 (1981)                         | 0              | 1 (1981)        |
| Vittorio Adorni     | 1      | 1 (1965)                         | 0              | 0               |
| Ercole Baldini      | 1      | 1 (1958)                         | 0              | 0               |
| Gaetano Belloni     | 1      | 1 (1920)                         | 0              | 0               |
| Vasco Bergamaschi   | 1      | 1 (1935)                         | 0              | 0               |
| Fausto Bertoglio    | 1      | 1 (1975)                         | 0              | 0               |
| Gianni Bugno        | 1      | 1 (1990)                         | 0              | 0               |
| Alfonso Calzolari   | 1      | 1 (1914)                         | 0              | 0               |
| Francesco Camusso   | 1      | 1 (1931)                         | 0              | 0               |
| Franco Chioccioli   | 1      | 1 (1991)                         | 0              | 0               |
| Damiano Cunego      | 1      | 1 (2004)                         | 0              | 0               |
| Danilo Di Luca      | 1      | 1 (2007)                         | 0              | 0               |
| Giuseppe Enrici     | 1      | 1 (1924)                         | 0              | 0               |
| Luigi Ganna         | 1      | 1 (1909)                         | 0              | 0               |
| Stefano Garzelli    | 1      | 1 (2000)                         | 0              | 0               |
| Learco Guerra       | 1      | 1 (1934)                         | 0              | 0               |
| Luigi Marchisio     | 1      | 1 (1930)                         | 0              | 0               |
| Francesco Moser     | 1      | 1 (1984)                         | 0              | 0               |
| Gianni Motta        | 1      | 1 (1966)                         | 0              | 0               |
| Carlo Oriani        | 1      | 1 (1913)                         | 0              | 0               |
| Arnaldo Pambianco   | 1      | 1 (1961)                         | 0              | 0               |
| Antonio Pesenti     | 1      | 1 (1932)                         | 0              | 0               |
| Michele Scarponi    | 1      | 1 (2011)                         | 0              | 0               |
| Squadra Atala       | 1      | 1 (1912)                         | 0              | 0               |
| Roberto Visentini   | 1      | 1 (1986)                         | 0              | 0               |
| Fabio Aru           | 1      | 0                                | 0              | 1 (2015)        |
| Angelo Conterno     | 1      | 0                                | 0              | 1 (1956)        |
| Marco Giovannetti   | 1      | 0                                | 0              | 1 (1990)        |
| Totale              | 85     | 69                               | 10             | 6               |

#### Accoppiate
Solo tre ciclisti italiani hanno vinto due grandi Giri nello stesso anno e sono i seguenti:
| Nome               | Totale | Giro-Tour      | Tour-Vuelta | Giro-Vuelta |
| ------------------ | ------ | -------------- | ----------- | ----------- |
| Fausto Coppi       | 2      | 2 (1949, 1952) | 0           | 0           |
| Marco Pantani      | 1      | 1 (1998)       | 0           | 0           |
| Giovanni Battaglin | 1      | 0              | 0           | 1 (1981)    |
| Totale             | 4      | 3              | 0           | 1           |

### Podi

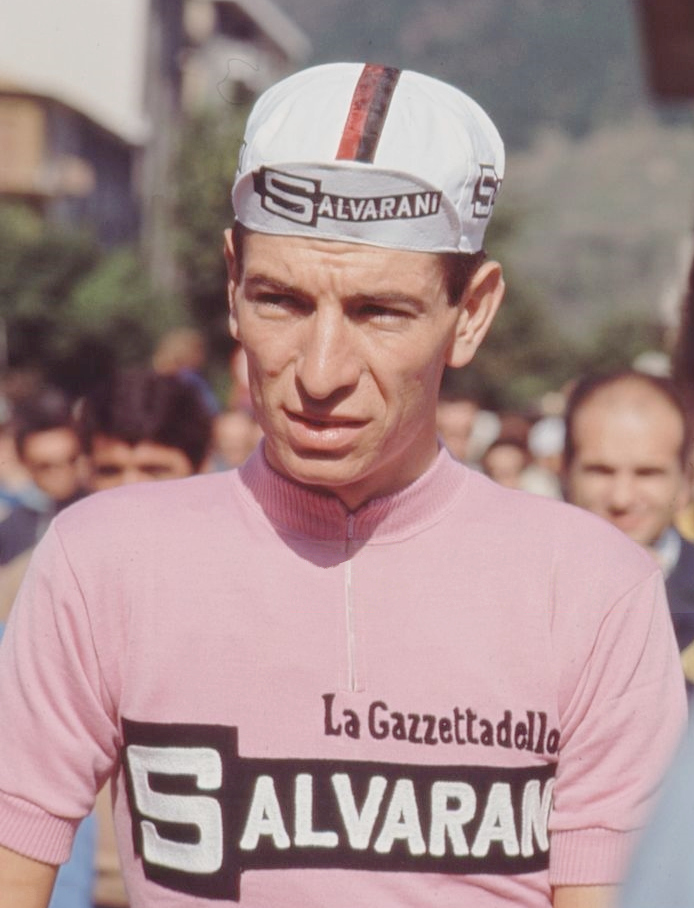
Felice Gimondi, italiano maggiormente salito sul podio nei Grandi Giri: 12 volte

Nella seguente lista sono riportati tutti i ciclisti italiani che sono saliti almeno due volte sul podio nei grandi Giri. Felice Gimondi e Vincenzo Nibali, oltre ad essere gli unici due ciclisti italiani a vincere tutti e tre i grandi Giri, sono anche gli unici ad essere saliti sul podio delle tre competizioni. Sempre Gimondi ha anche il record di podi per un ciclista al Giro d'Italia.
| Nome                     | Totale | Giro d'Italia | Tour de France | Vuelta a España |
| ------------------------ | ------ | ------------- | -------------- | --------------- |
| Felice Gimondi           | 12     | 9             | 2              | 1               |
| Vincenzo Nibali          | 11     | 6             | 2              | 3               |
| Gino Bartali             | 10     | 7             | 3              | 0               |
| Fausto Coppi             | 9      | 7             | 2              | 0               |
| Gilberto Simoni          | 7      | 7             | 0              | 0               |
| Claudio Chiappucci       | 6      | 3             | 3              | 0               |
| Bartolomeo Aymo          | 6      | 4             | 2              | 0               |
| Alfredo Binda            | 6      | 6             | 0              | 0               |
| Giovanni Brunero         | 6      | 6             | 0              | 0               |
| Francesco Moser          | 6      | 6             | 0              | 0               |
| Marco Pantani            | 5      | 2             | 3              | 0               |
| Ivan Basso               | 5      | 3             | 2              | 0               |
| Fiorenzo Magni           | 5      | 5             | 0              | 0               |
| Franco Balmamion         | 4      | 3             | 1              | 0               |
| Gastone Nencini          | 4      | 3             | 1              | 0               |
| Giuseppe Saronni         | 4      | 4             | 0              | 0               |
| Italo Zilioli            | 4      | 4             | 0              | 0               |
| Giovanni Battaglin       | 4      | 3             | 0              | 1               |
| Ottavio Bottecchia       | 3      | 0             | 3              | 0               |
| Gianni Bugno             | 3      | 1             | 2              | 0               |
| Learco Guerra            | 3      | 1             | 2              | 0               |
| Giuseppe Martano         | 3      | 1             | 2              | 0               |
| Francesco Camusso        | 3      | 2             | 1              | 0               |
| Vittorio Adorni          | 3      | 3             | 0              | 0               |
| Gianbattista Baronchelli | 3      | 3             | 0              | 0               |
| Gaetano Belloni          | 3      | 3             | 0              | 0               |
| Giordano Cottur          | 3      | 3             | 0              | 0               |
| Carlo Galetti            | 3      | 3             | 0              | 0               |
| Costante Girardengo      | 3      | 3             | 0              | 0               |
| Paolo Savoldelli         | 3      | 3             | 0              | 0               |
| Giovanni Valetti         | 3      | 3             | 0              | 0               |
| Fabio Aru                | 3      | 2             | 0              | 1               |
| Gianni Motta             | 2      | 1             | 1              | 0               |
| Giuseppe Pancera         | 2      | 1             | 1              | 0               |
| Antonio Pesenti          | 2      | 1             | 1              | 0               |
| Mario Vicini             | 2      | 1             | 1              | 0               |
| Ercole Baldini           | 2      | 2             | 0              | 0               |
| fausto Bertoglio         | 2      | 2             | 0              | 0               |
| Severino Canavesi        | 2      | 2             | 0              | 0               |
| Ezio Cecchi              | 2      | 2             | 0              | 0               |
| Franco Chioccioli        | 2      | 2             | 0              | 0               |
| Giuseppe Enrici          | 2      | 2             | 0              | 0               |
| Luigi Ganna              | 2      | 2             | 0              | 0               |
| Stefano Garzelli         | 2      | 2             | 0              | 0               |
| Luigi Giacobbe           | 2      | 2             | 0              | 0               |
| Ivan Gotti               | 2      | 2             | 0              | 0               |
| Giuseppe Guerini         | 2      | 2             | 0              | 0               |
| Luigi Marchisio          | 2      | 2             | 0              | 0               |
| Enrico Mollo             | 2      | 2             | 0              | 0               |
| Giuseppe Olmo            | 2      | 2             | 0              | 0               |
| Eberardo Pavesi          | 2      | 2             | 0              | 0               |
| Domenico Piemontesi      | 2      | 2             | 0              | 0               |
| Giovanni Rossignoli      | 2      | 2             | 0              | 0               |
| Roberto Visentini        | 2      | 2             | 0              | 0               |
| Pasquale Fornara         | 2      | 1             | 0              | 1               |
| Marco Giovannetti        | 2      | 1             | 0              | 1               |

#### Accoppiate

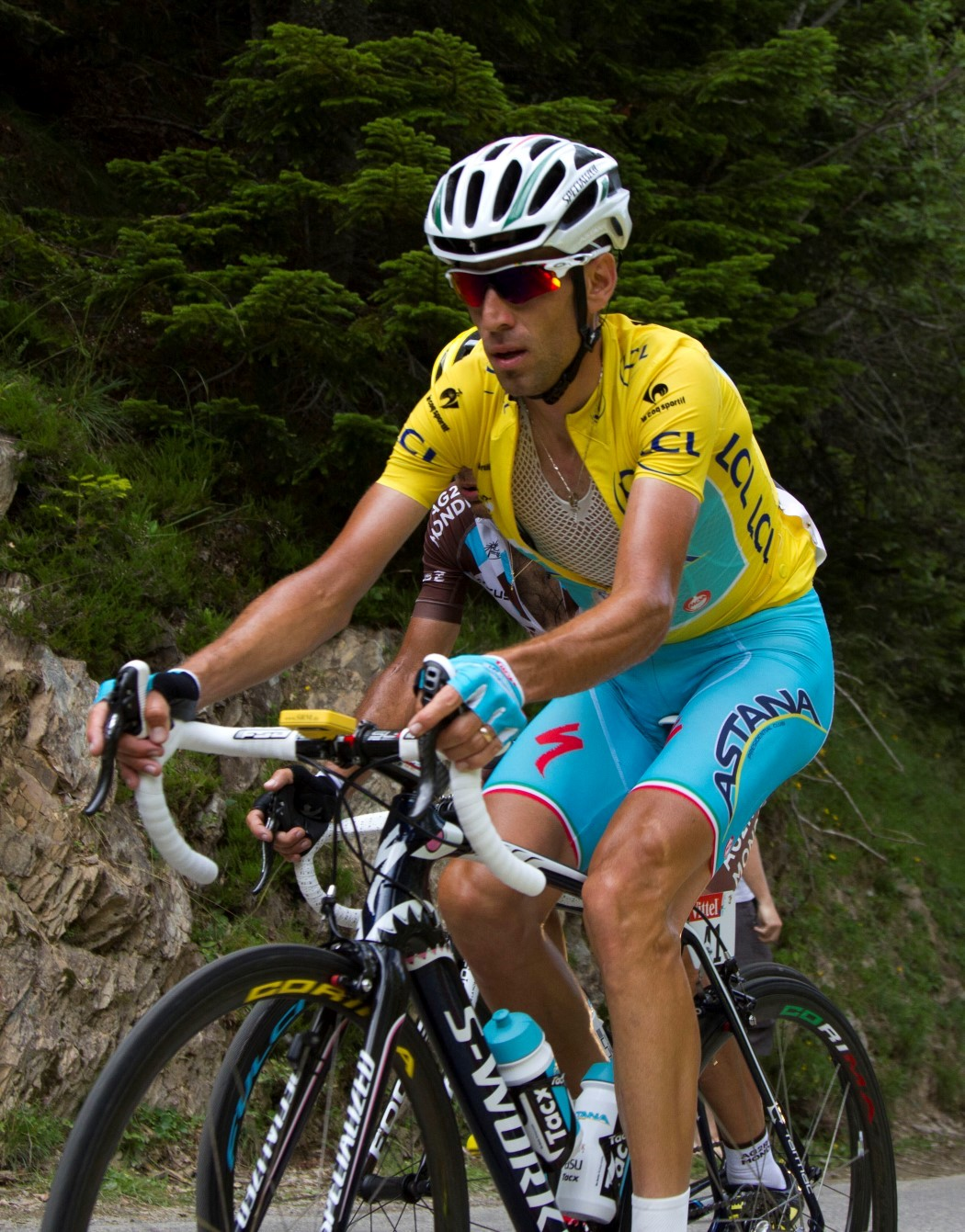
Vincenzo Nibali, salito sul podio di due Grandi Giri nella stessa stagione, in tre stagioni differenti.

Nessun ciclista italiano è mai salito sul podio dei tre giri nello stesso anno. Alcuni ciclisti invece sono saliti sul podio di due grandi Giri nello stesso anno, e sono i seguenti:
| Nome               | Totale | Giro-Tour      | Tour-Vuelta | Giro-Vuelta          |
| ------------------ | ------ | -------------- | ----------- | -------------------- |
| Vincenzo Nibali    | 3      | 0              | 0           | 3 (2010, 2013, 2017) |
| Claudio Chiappucci | 2      | 2 (1991, 1992) | 0           | 0                    |
| Fausto Coppi       | 2      | 2 (1949, 1952) | 0           | 0                    |
| Felice Gimondi     | 2      | 2 (1965, 1968) | 0           | 0                    |
| Marco Pantani      | 2      | 2 (1994, 1998) | 0           | 0                    |
| Franco Balmamion   | 1      | 1 (1967)       | 0           | 0                    |
| Gino Bartali       | 1      | 1 (1949)       | 0           | 0                    |
| Gastone Nencini    | 1      | 1 (1960)       | 0           | 0                    |
| Fabio Aru          | 1      | 0              | 0           | 1 (2015)             |
| Giovanni Battaglin | 1      | 0              | 0           | 1 (1981)             |
| Marco Giovannetti  | 1      | 0              | 0           | 1 (1990)             |
| Totale             | 17     | 11             | 0           | 6                    |

### Giorni da leader

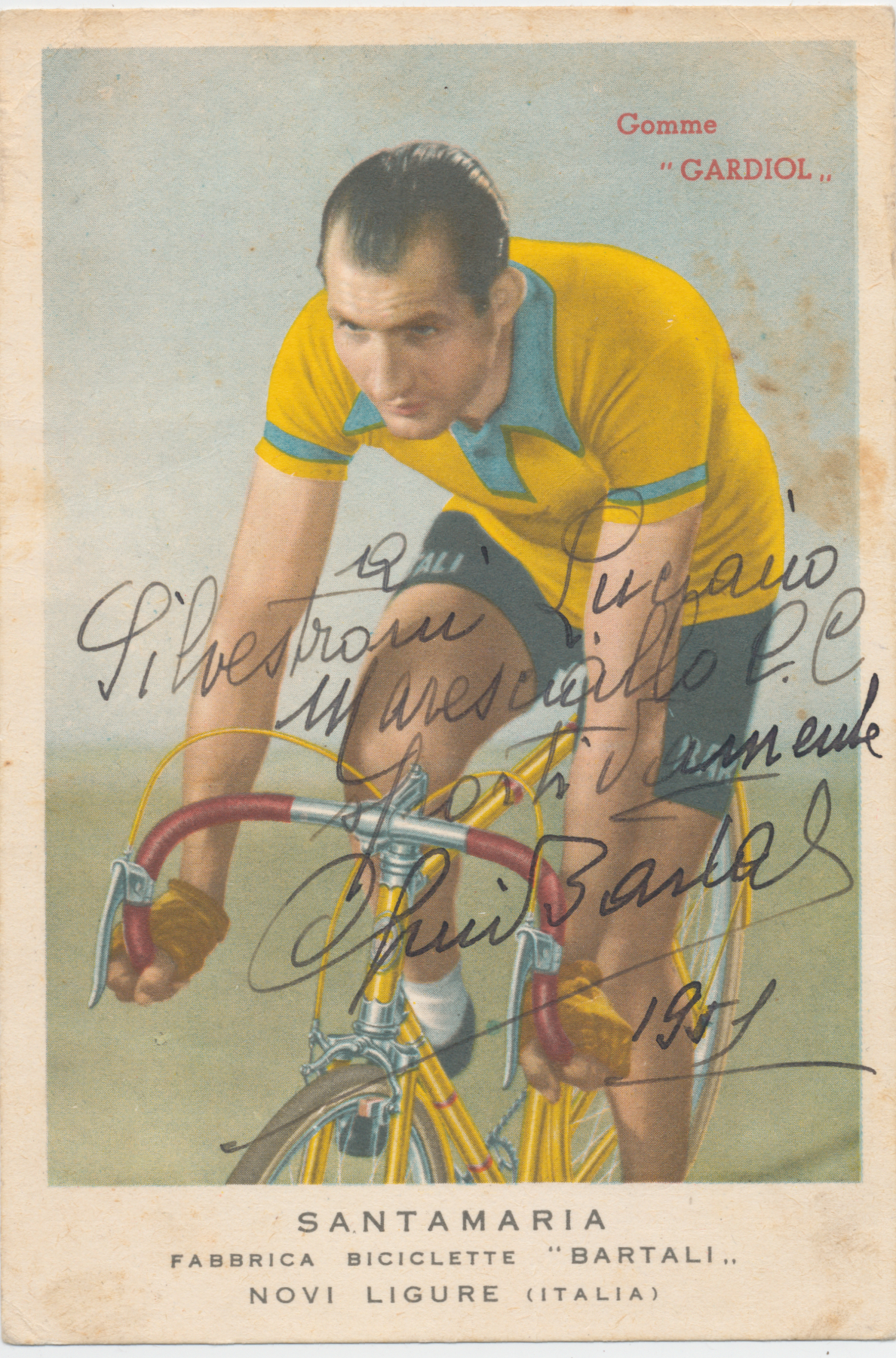
Gino Bartali è stato l'italiano che ha indossato più volte (73 tappe) la maglia di leader della corsa, nei Grandi Giri

Nella seguente lista sono riportati tutti i ciclisti italiani che, per almeno dieci tappe, sono risultati primi in classifica generale nei grandi Giri, vestendo la maglia di leader. Solamente Felice Gimondi, Vincenzo Nibali, Francesco Moser e Fabio Aru hanno indossato la maglia di leader in tutti e tre i grandi Giri, ma nessuno lo è mai stato nello stesso anno.
| Nome                 | Totale | Giro d'Italia | Tour de France | Vuelta a España |
| -------------------- | ------ | ------------- | -------------- | --------------- |
| Gino Bartali         | 73     | 50            | 23             | 0               |
| Francesco Moser      | 71     | 57            | 7              | 7               |
| Vincenzo Nibali      | 59     | 20            | 19             | 20              |
| Alfredo Binda        | 59     | 59            | 0              | 0               |
| Fausto Coppi         | 50     | 31            | 19             | 0               |
| Giuseppe Saronni     | 49     | 49            | 0              | 0               |
| Felice Gimondi       | 48     | 24            | 19             | 5               |
| Ottavio Bottecchia   | 34     | 0             | 34             | 0               |
| Fiorenzo Magni       | 33     | 24            | 9              | 0               |
| Roberto Visentini    | 32     | 27            | 0              | 5               |
| Costante Girardengo  | 26     | 26            | 0              | 0               |
| Gastone Nencini      | 25     | 9             | 14             | 0               |
| Learco Guerra        | 25     | 18            | 7              | 0               |
| Gilberto Simoni      | 25     | 25            | 0              | 0               |
| Giovanni Valetti     | 24     | 24            | 0              | 0               |
| Franco Chioccioli    | 22     | 22            | 0              | 0               |
| Marco Pantani        | 21     | 14            | 7              | 0               |
| Gianni Bugno         | 21     | 21            | 0              | 0               |
| Danilo Di Luca       | 20     | 18            | 0              | 2               |
| Vittorio Adorni      | 19     | 19            | 0              | 0               |
| Ivan Basso           | 19     | 19            | 0              | 0               |
| Angelo Conterno      | 19     | 1             | 0              | 18              |
| Giovanni Battaglin   | 18     | 5             | 0              | 18              |
| Carlo Galetti        | 17     | 17            | 0              | 0               |
| Vasco Bergamaschi    | 16     | 16            | 0              | 0               |
| Michele Dancelli     | 15     | 14            | 0              | 1               |
| Luigi Marchisio      | 15     | 15            | 0              | 0               |
| Gaetano Belloni      | 14     | 14            | 0              | 0               |
| Giovanni Brunero     | 14     | 14            | 0              | 0               |
| Giordano Cottur      | 14     | 14            | 0              | 0               |
| Silvano Contini      | 14     | 14            | 0              | 0               |
| Paolo Savoldelli     | 14     | 14            | 0              | 0               |
| Ivan Gotti           | 13     | 11            | 2              | 0               |
| Mario Cipollini      | 12     | 6             | 6              | 0               |
| Moreno Argentin      | 12     | 12            | 0              | 0               |
| Franco Balmamion     | 12     | 12            | 0              | 0               |
| Marco Giovannetti    | 12     | 0             | 0              | 12              |
| Francesco Casagrande | 11     | 11            | 0              | 0               |
| Damiano Cunego       | 11     | 11            | 0              | 0               |
| Vito Ortelli         | 11     | 11            | 0              | 0               |
| Fabio Aru            | 10     | 1             | 2              | 7               |
| Claudio Michelotto   | 10     | 10            | 0              | 0               |
| Diego Ronchini       | 10     | 10            | 0              | 0               |

## Classifica scalatori

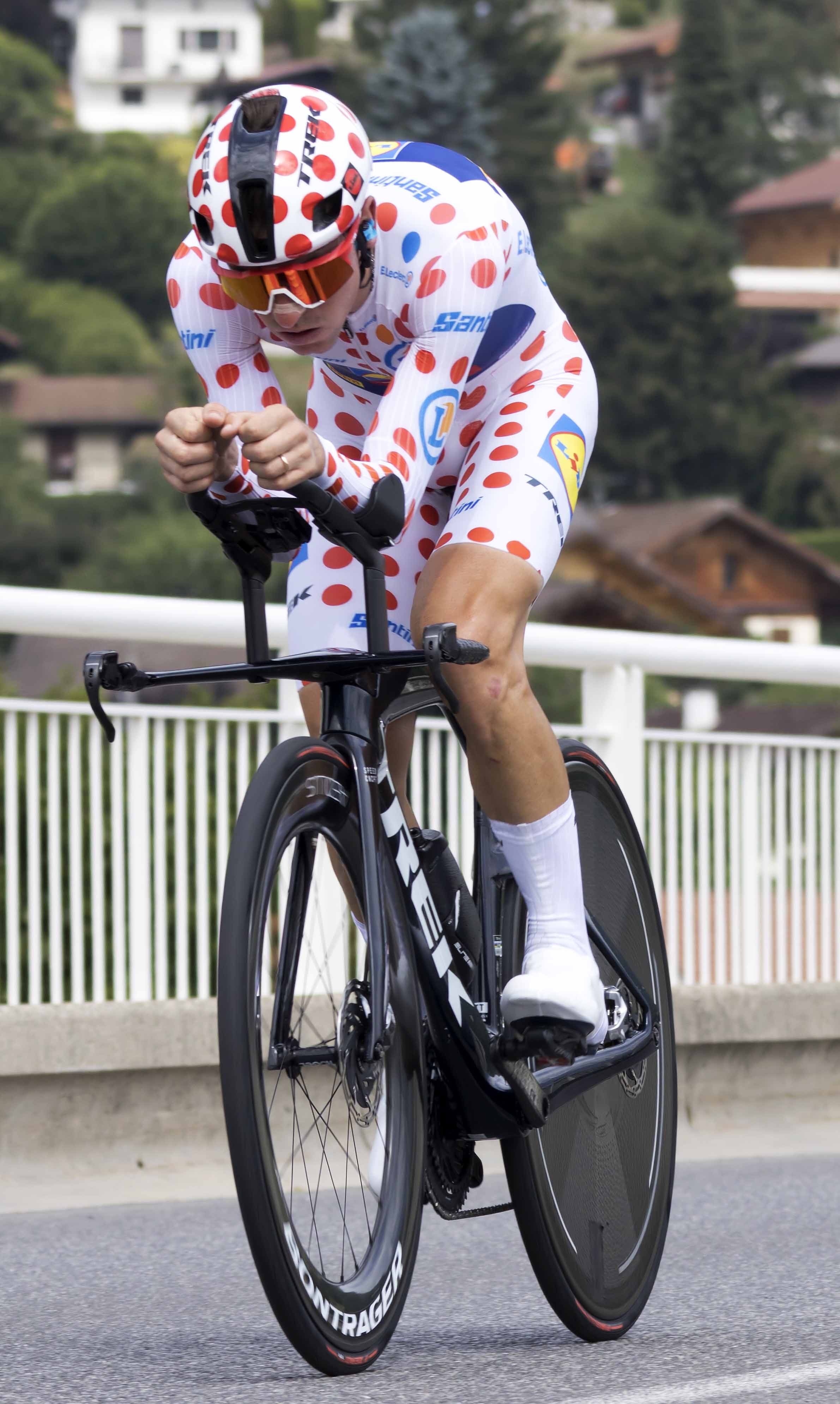
Giulio Ciccone in maglia a pois al Tour de France 2023, ultimo italiano vincitore di una classifica scalatori.

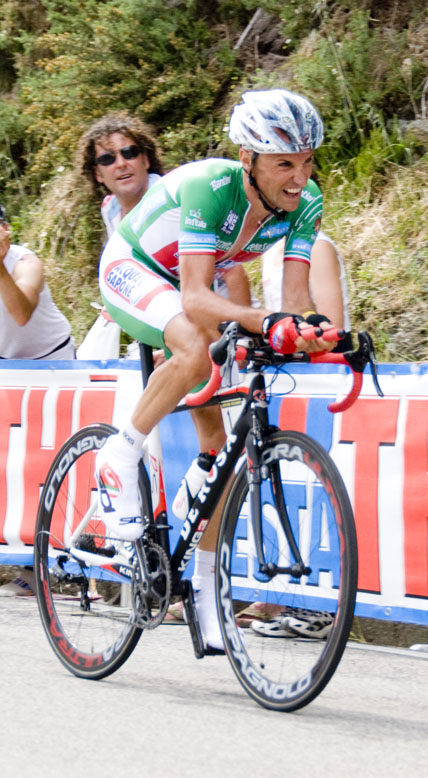
Stefano Garzelli due volte vincitore della classifica scalatori al Giro d'Italia, con la maglia verde che contraddistingueva nel 2009 il leader di questa classifica.

Nella seguente lista sono riportati tutti i ciclisti italiani che hanno vinto nella loro carriera la classifica degli scalatori in un grande Giro. Nessun ciclista italiano hai mai vinto almeno una volta questa classifica in tutti e tre i grandi Giri. Solo due ciclisti italiani hanno vinto almeno due classifiche degli scalatori in due grandi Giri nello stesso anno e sono Fausto Coppi (accoppiata Giro-Tour nel 1949) e Claudio Chiappucci (accoppiata Giro-Tour nel 1992).
| Nome                 | Totale | Giro d'Italia                                | Tour de France | Vuelta a España |
| -------------------- | ------ | -------------------------------------------- | -------------- | --------------- |
| Gino Bartali         | 9      | 7 (1935, 1936, 1937, 1939, 1940, 1946, 1947) | 2 (1938, 1948) | 0               |
| Claudio Chiappucci   | 5      | 3 (1990, 1992, 1993)                         | 2 (1991, 1992) | 0               |
| Fausto Coppi         | 5      | 3 (1948, 1949, 1954)                         | 2 (1949, 1952) | 0               |
| Franco Bitossi       | 3      | 3 (1964, 1965, 1966)                         | 0              | 0               |
| Claudio Bortolotto   | 3      | 3 (1979, 1980, 1981)                         | 0              | 0               |
| Imerio Massignan     | 2      | 0                                            | 2 (1960, 1961) | 0               |
| Gastone Nencini      | 2      | 1 (1955)                                     | 1 (1957)       | 0               |
| Giulio Ciccone       | 2      | 1 (2019)                                     | 1 (2023)       | 0               |
| Stefano Garzelli     | 2      | 2 (2009, 2011)                               | 0              | 0               |
| Mariano Piccoli      | 2      | 2 (1995, 1996)                               | 0              | 0               |
| Vito Taccone         | 2      | 2 (1961, 1963)                               | 0              | 0               |
| Giovanni Battaglin   | 1      | 0                                            | 1 (1979)       | 0               |
| Giancarlo Bellini    | 1      | 0                                            | 1 (1976)       | 0               |
| Alfredo Binda        | 1      | 1 (1933)                                     | 0              | 0               |
| Remo Bertoni         | 1      | 1 (1934)                                     | 0              | 0               |
| Francesco Casagrande | 1      | 1 (2000)                                     | 0              | 0               |
| Pasquale Fornara     | 1      | 1 (1955)                                     | 0              | 0               |
| Claudio Michelotto   | 1      | 1 (1969)                                     | 0              | 0               |
| Marco Pantani        | 1      | 1 (1998)                                     | 0              | 0               |
| Leonardo Piepoli     | 1      | 1 (2007)                                     | 0              | 0               |
| Stefano Pirazzi      | 1      | 1 (2013)                                     | 0              | 0               |
| Matteo Rabottini     | 1      | 1 (2012)                                     | 0              | 0               |
| Emanuele Sella       | 1      | 1 (2008)                                     | 0              | 0               |
| Giovanni Valetti     | 1      | 1 (1938)                                     | 0              | 0               |
| Giovanni Visconti    | 1      | 1 (2015)                                     | 0              | 0               |
| Giuseppe Buratti     | 1      | 0                                            | 0              | 1 (1955)        |
| Nino Defilippis      | 1      | 0                                            | 0              | 1 (1956)        |
| Edoardo Molinar      | 1      | 0                                            | 0              | 1 (1935)        |
| Davide Villella      | 1      | 0                                            | 0              | 1 (2017)        |
| Totale               | 55     | 39                                           | 12             | 4               |

## Classifica a punti

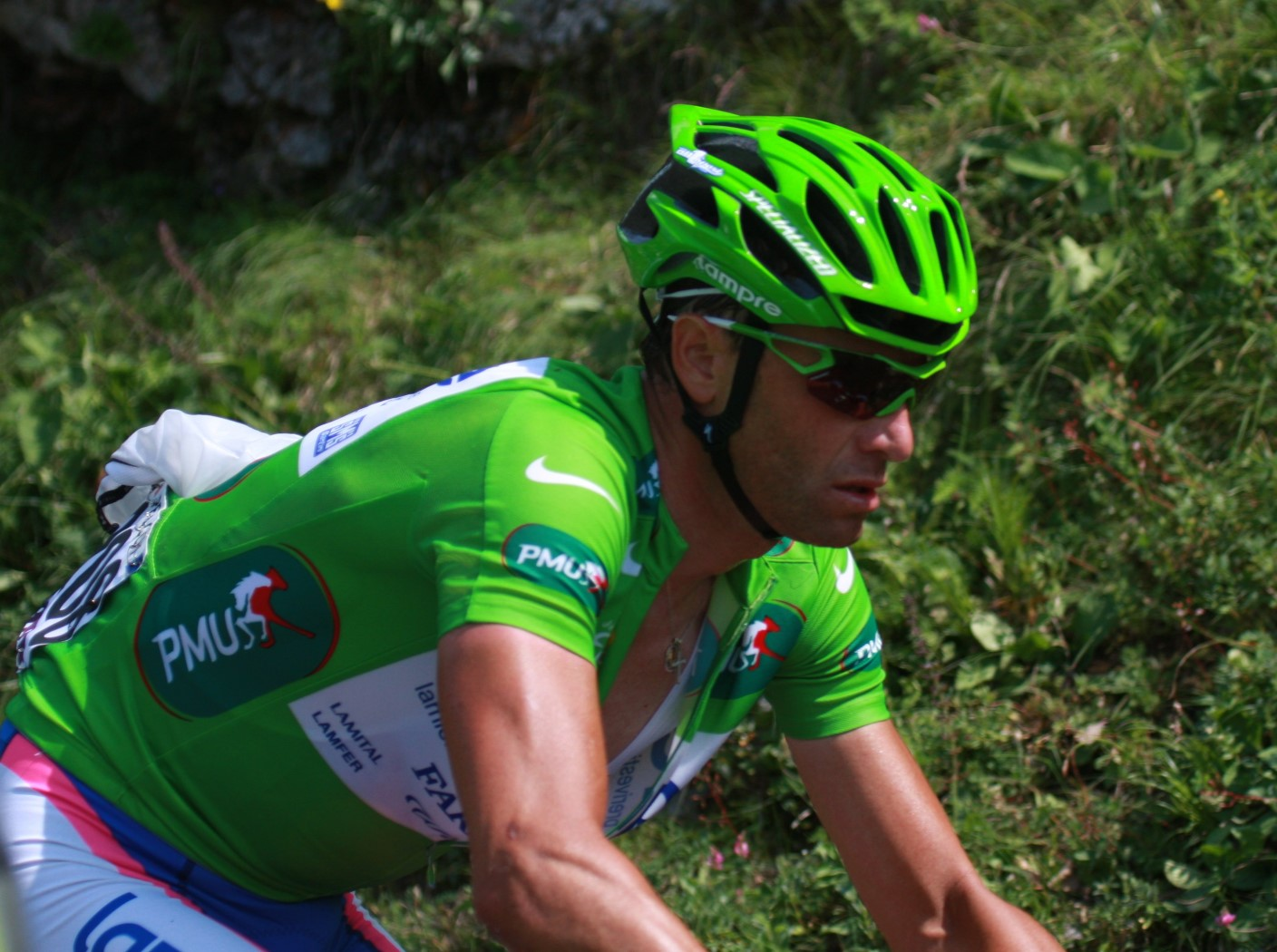
Alessandro Petacchi in maglia verde al Tour de France 2010, con la quale ha conquistato la classifica a punti in tutti i Grandi Giri.

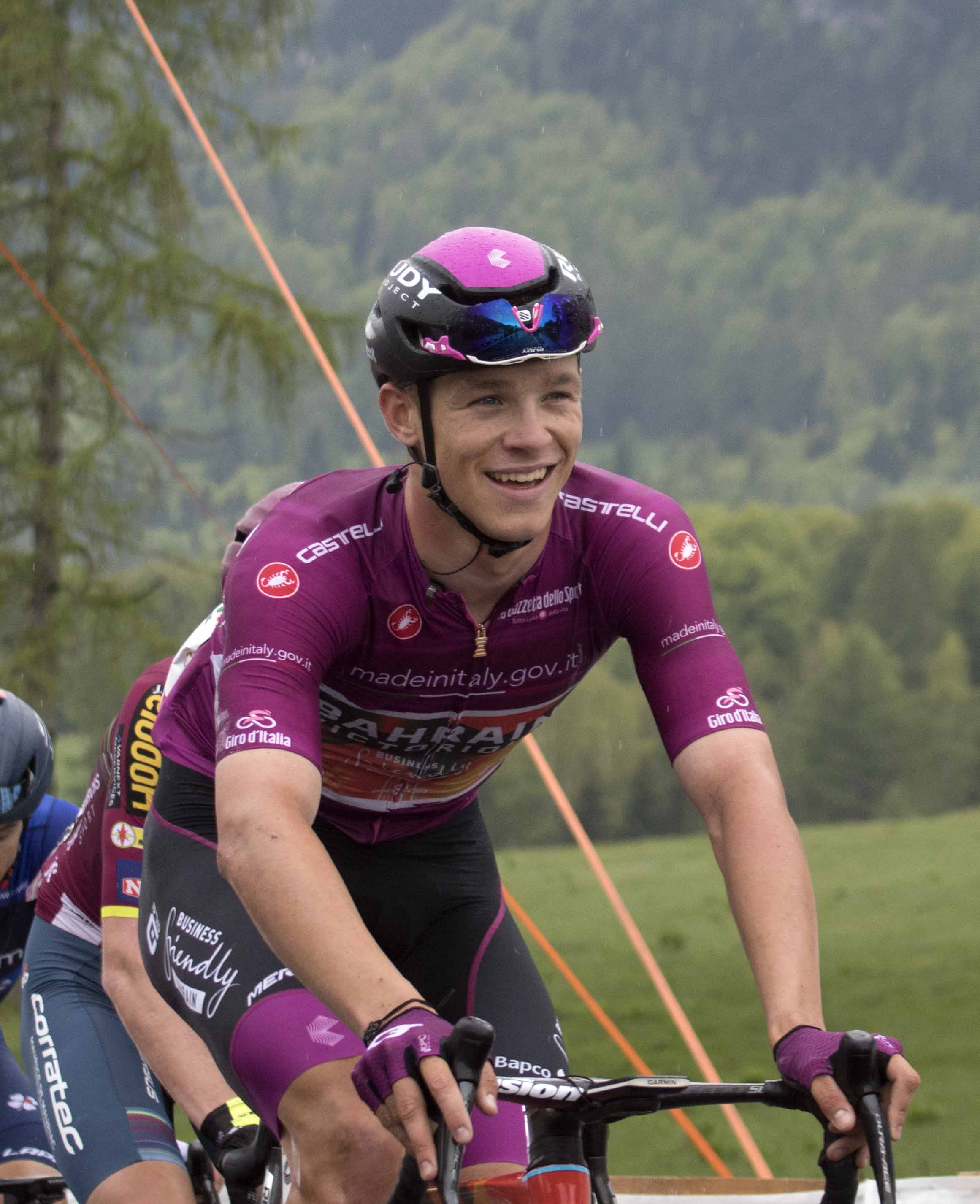
Jonathan Milan in maglia ciclamino al Giro d'Italia 2023, dove ha conquistato la classifica a punti.

Nella seguente lista sono riportati tutti i ciclisti italiani che hanno vinto nella loro carriera la classifica a punti in un grande Giro. Alessandro Petacchi è l'unico ciclista italiano ad aver vinto almeno una volta questa classifica in tutti e tre i grandi Giri. Nessun ciclista italiano ha mai vinto almeno due classifiche a punti in due grandi Giri nello stesso anno.
| Nome                | Totale | Giro d'Italia              | Tour de France | Vuelta a España |
| ------------------- | ------ | -------------------------- | -------------- | --------------- |
| Francesco Moser     | 4      | 4 (1976, 1977, 1978, 1982) | 0              | 0               |
| Giuseppe Saronni    | 4      | 4 (1979, 1980, 1981, 1983) | 0              | 0               |
| Franco Bitossi      | 3      | 2 (1969, 1970)             | 1 (1968)       | 0               |
| Alessandro Petacchi | 3      | 1 (2004)                   | 1 (2010)       | 1 (2005)        |
| Mario Cipollini     | 3      | 3 (1992, 1997, 2002)       | 0              | 0               |
| Paolo Bettini       | 2      | 2 (2005, 2006)             | 0              | 0               |
| Giacomo Nizzolo     | 2      | 2 (2015, 2016)             | 0              | 0               |
| Jonathan Milan      | 2      | 2 (2023, 2024)             | 0              | 0               |
| Daniele Bennati     | 2      | 1 (2008)                   | 0              | 1 (2007)        |
| Fabrizio Guidi      | 2      | 1 (1996)                   | 0              | 1 (1998)        |
| Adriano Baffi       | 1      | 1 (1993)                   | 0              | 0               |
| Marino Basso        | 1      | 1 (1971)                   | 0              | 0               |
| Guido Bontempi      | 1      | 1 (1986)                   | 0              | 0               |
| Gianni Bugno        | 1      | 1 (1990)                   | 0              | 0               |
| Claudio Chiappucci  | 1      | 1 (1991)                   | 0              | 0               |
| Danilo Di Luca      | 1      | 1 (2007)                   | 0              | 0               |
| Giovanni Fidanza    | 1      | 1 (1989)                   | 0              | 0               |
| Gianni Motta        | 1      | 1 (1966)                   | 0              | 0               |
| Mariano Piccoli     | 1      | 1 (1998)                   | 0              | 0               |
| Michele Scarponi    | 1      | 1 (2011)                   | 0              | 0               |
| Gilberto Simoni     | 1      | 1 (2003)                   | 0              | 0               |
| Massimo Strazzer    | 1      | 1 (2001)                   | 0              | 0               |
| Elia Viviani        | 1      | 1 (2018)                   | 0              | 0               |
| Dino Zandegù        | 1      | 1 (1967)                   | 0              | 0               |
| Fabio Felline       | 1      | 0                          | 0              | 1 (2016)        |
| Fiorenzo Magni      | 1      | 0                          | 0              | 1 (1955)        |
| Totale              | 42     | 35                         | 2              | 5               |

## Classifica giovani
Nella seguente lista sono riportati tutti i ciclisti italiani che hanno vinto nella loro carriera la classifica dei giovani in un grande Giro. La Vuelta redige questa classifica dal 2019. Nessun ciclista italiano ha mai vinto questa classifica nei due giri che la assegnavano prima del 2019.
| Nome               | Totale | Giro d'Italia | Tour de France | Vuelta a España |
| ------------------ | ------ | ------------- | -------------- | --------------- |
| Marco Pantani      | 2      | 0             | 2 (1994, 1995) | 0               |
| Ivan Basso         | 1      | 0             | 1 (2002)       | 0               |
| Damiano Cunego     | 1      | 0             | 1 (2006)       | 0               |
| Francesco Moser    | 1      | 0             | 1 (1975)       | 0               |
| Fabio Aru          | 1      | 1 (2015)      | 0              | 0               |
| Mario Beccia       | 1      | 1 (1977)      | 0              | 0               |
| Franco Chioccioli  | 1      | 1 (1983)      | 0              | 0               |
| Roberto Conti      | 1      | 1 (1987)      | 0              | 0               |
| Silvano Contini    | 1      | 1 (1979)      | 0              | 0               |
| Giuseppe Faraca    | 1      | 1 (1981)      | 0              | 0               |
| Marco Giovannetti  | 1      | 1 (1986)      | 0              | 0               |
| Marco Groppo       | 1      | 1 (1982)      | 0              | 0               |
| Massimiliano Lelli | 1      | 1 (1991)      | 0              | 0               |
| Riccardo Riccò     | 1      | 1 (2008)      | 0              | 0               |
| Antonio Tiberi     | 1      | 1 (2024)      | 0              | 0               |
| Stefano Tomasini   | 1      | 1 (1988)      | 0              | 0               |
| Alfio Vandi        | 1      | 1 (1976)      | 0              | 0               |
| Roberto Visentini  | 1      | 1 (1978)      | 0              | 0               |
| Alberto Volpi      | 1      | 1 (1985)      | 0              | 0               |
| Totale             | 20     | 15            | 5              | 0               |

## Premio della combattività
Nella seguente lista sono riportati tutti i ciclisti italiani che hanno vinto nella loro carriera la classifica del premio della combattività in un grande Giro. Nessun ciclista italiano ha mai vinto questa classifica in due grandi giri differenti.
| Nome                 | Totale | Giro d'Italia  | Tour de France | Vuelta a España |
| -------------------- | ------ | -------------- | -------------- | --------------- |
| Claudio Chiappucci   | 2      | 0              | 2 (1991, 1992) | 0               |
| Stefano Garzelli     | 2      | 2 (2009, 2011) | 0              | 0               |
| Massimo Strazzer     | 2      | 2 (2001, 2002) | 0              | 0               |
| Alessandro De Marchi | 1      | 0              | 1 (2014)       | 0               |
| Massimo Ghirotto     | 1      | 0              | 1 (1993)       | 0               |
| Felice Gimondi       | 1      | 0              | 1 (1965)       | 0               |
| Eros Poli            | 1      | 0              | 1 (1994)       | 0               |
| Davide Ballerini     | 1      | 1 (2018)       | 0              | 0               |
| Paolo Bettini        | 1      | 1 (2006)       | 0              | 0               |
| Fausto Masnada       | 1      | 1 (2019)       | 0              | 0               |
| Alessandro Petacchi  | 1      | 1 (2004)       | 0              | 0               |
| Leonardo Piepoli     | 1      | 1 (2007)       | 0              | 0               |
| Emanuele Sella       | 1      | 1 (2008)       | 0              | 0               |
| Matteo Trentin       | 1      | 1 (2016)       | 0              | 0               |
| Totale               | 17     | 11             | 6              | 0               |

## Classifica combinata
Nella seguente lista sono riportati tutti i ciclisti italiani che hanno vinto nella loro carriera la classifica combinata in un grande Giro. Attualmente solo la Vuelta redige questa classifica, mentre in passato è stata attribuita anche al Tour. Nessun ciclista italiano ha mai vinto questa classifica in entrambi i giri che la assegnano o l'hanno assegnata.
| Nome            | Totale | Tour de France | Vuelta a España |
| --------------- | ------ | -------------- | --------------- |
| Franco Bitossi  | 1      | 1 (1968)       | 0               |
| Vincenzo Nibali | 1      | 0              | 1 (2010)        |
| Totale          | 2      | 1              | 1               |

## Classifica dei traguardi intermedi
Nella seguente lista sono riportati tutti i ciclisti italiani che hanno vinto nella loro carriera la classifica dei traguardi intermedi in un grande Giro. Questa classifica attualmente non è redatta da nessuno dei tre grandi Giri ed in passato ognuno di essi le ha dato un nome specifico. Al Tour era chiamata "classifica degli sprint intermedi", alla Vuelta semplicemente "classifica sprint" mentre al Giro era chiamata "classifica intergiro". Nessun ciclista italiano ha mai vinto questa classifica in almeno due grandi Giri.
| Nome                | Totale | Giro d'Italia        | Tour de France | Vuelta a España |
| ------------------- | ------ | -------------------- | -------------- | --------------- |
| Fabrizio Guidi      | 3      | 3 (1996, 1999, 2000) | 0              | 0               |
| Massimo Strazzer    | 2      | 2 (2001, 2002)       | 0              | 0               |
| Mauro Radaelli      | 2      | 0                    | 0              | 2 (1994, 1997)  |
| Guido Neri          | 1      | 0                    | 1 (1966)       | 0               |
| Gian Matteo Fagnini | 1      | 1 (1998)             | 0              | 0               |
| Raffaele Illiano    | 1      | 1 (2004)             | 0              | 0               |
| Paolo Savoldelli    | 1      | 1 (2006)             | 0              | 0               |
| Stefano Zanini      | 1      | 1 (2005)             | 0              | 0               |
| Gianni Faresin      | 1      | 0                    | 0              | 1 (2000)        |
| Giancarlo Raimondi  | 1      | 0                    | 0              | 1 (1998)        |
| Totale              | 14     | 9                    | 1              | 4               |

## Vittorie di tappa

### Totale
Nella seguente lista sono riportati tutti i ciclisti italiani che hanno vinto almeno dieci tappe nei grandi Giri. Di questi, Pierino Baffi ed Alessandro Petacchi hanno vinto almeno una tappa, nello stesso anno,  in tutti e tre i grandi Giri. Nel 1958 Baffi vinse una tappa ciascuna al Tour, al Giro ed alla Vuelta mentre nel 2003 Petacchi vinse 4 tappe al Tour, 5 al Giro e 5 alla Vuelta. Non sono comprese le vittorie di tappa di ciclisti italiani nelle cronometro a squadre.
| Nome                | Totale | Giro d'Italia | Tour de France | Vuelta a España |
| ------------------- | ------ | ------------- | -------------- | --------------- |
| Mario Cipollini     | 57     | 42            | 12             | 3               |
| Alessandro Petacchi | 48     | 22            | 6              | 20              |
| Alfredo Binda       | 43     | 41            | 2              | 0               |
| Learco Guerra       | 39     | 31            | 8              | 0               |
| Fausto Coppi        | 31     | 22            | 9              | 0               |
| Costante Girardengo | 30     | 30            | 0              | 0               |
| Gino Bartali        | 29     | 17            | 12             | 0               |
| Marino Basso        | 27     | 15            | 6              | 6               |
| Francesco Moser     | 27     | 23            | 2              | 2               |
| Guido Bontempi      | 26     | 16            | 6              | 4               |
| Raffaele Di Paco    | 26     | 15            | 11             | 0               |
| Giuseppe Saronni    | 26     | 24            | 0              | 2               |
| Franco Bitossi      | 25     | 21            | 4              | 0               |
| Giuseppe Olmo       | 20     | 20            | 0              | 0               |
| Nino Defilippis     | 18     | 9             | 7              | 2               |
| Adolfo Leoni        | 18     | 17            | 1              | 0               |
| Fiorenzo Magni      | 16     | 6             | 7              | 3               |
| Marco Pantani       | 16     | 8             | 8              | 0               |
| Moreno Argentin     | 15     | 13            | 2              | 0               |
| Gianni Bugno        | 15     | 9             | 4              | 2               |
| Vincenzo Nibali     | 15     | 7             | 6              | 2               |
| Felice Gimondi      | 14     | 6             | 7              | 1               |
| Pierino Baffi       | 13     | 4             | 5              | 4               |
| Olimpio Bizzi       | 13     | 13            | 0              | 0               |
| Oreste Conte        | 13     | 13            | 0              | 0               |
| Paolo Rosola        | 13     | 12            | 0              | 1               |
| Vittorio Adorni     | 12     | 11            | 0              | 1               |
| Gaetano Belloni     | 12     | 12            | 0              | 0               |
| Michele Dancelli    | 12     | 11            | 1              | 0               |
| Nicola Minali       | 12     | 2             | 3              | 7               |
| Daniele Bennati     | 11     | 3             | 2              | 6               |
| Antonio Bevilacqua  | 11     | 11            | 0              | 0               |
| Stefano Garzelli    | 11     | 11            | 0              | 0               |
| Gastone Nencini     | 11     | 7             | 4              | 0               |
| Domenico Piemontesi | 11     | 11            | 0              | 0               |
| Gilberto Simoni     | 11     | 8             | 1              | 2               |
| Guido Carlesi       | 10     | 7             | 2              | 1               |
| Giovanni Corrieri   | 10     | 7             | 3              | 0               |

### Cronometro
| Nome               | Totale | Giro d'Italia | Tour de France | Vuelta a España |
| ------------------ | ------ | ------------- | -------------- | --------------- |
| Francesco Moser    | 14     | 12            | 1              | 1               |
| Filippo Ganna      | 7      | 6             | 0              | 1               |
| Fausto Coppi       | 6      | 3             | 3              | 0               |
| Felice Gimondi     | 5      | 2             | 2              | 1               |
| Roberto Visentini  | 5      | 3             | 0              | 2               |
| Giuseppe Saronni   | 4      | 4             | 0              | 0               |
| Vittorio Adorni    | 3      | 3             | 0              | 0               |
| Ercole Baldini     | 3      | 3             | 0              | 0               |
| Gianni Bugno       | 3      | 3             | 0              | 0               |
| Giuseppe Olmo      | 3      | 3             | 0              | 0               |
| Giovanni Valetti   | 3      | 3             | 0              | 0               |
| Fiorenzo Magni     | 2      | 1             | 1              | 0               |
| Ivan Basso         | 2      | 2             | 0              | 0               |
| Antonio Bevilacqua | 2      | 2             | 0              | 0               |
| Marzio Bruseghin   | 2      | 2             | 0              | 0               |
| Pasquale Fornara   | 2      | 2             | 0              | 0               |
| Learco Guerra      | 2      | 2             | 0              | 0               |
| Vincenzo Nibali    | 2      | 2             | 0              | 0               |
| Marco Pinotti      | 2      | 2             | 0              | 0               |
| Paolo Savoldelli   | 2      | 2             | 0              | 0               |
| Giovanni Battaglin | 2      | 1             | 0              | 1               |
| Guido Bontempi     | 1      | 0             | 1              | 0               |
| Raffaele Di Paco   | 1      | 0             | 1              | 0               |
| Giancarlo Astrua   | 1      | 1             | 0              | 0               |
| Gino Bartali       | 1      | 1             | 0              | 0               |
| Fausto Bertoglio   | 1      | 1             | 0              | 0               |
| Alfredo Binda      | 1      | 1             | 0              | 0               |
| Davide Boifava     | 1      | 1             | 0              | 0               |
| Antonino Catalano  | 1      | 1             | 0              | 0               |
| Franco Chioccioli  | 1      | 1             | 0              | 0               |
| Maurizio Fondriest | 1      | 1             | 0              | 0               |
| Dario Frigo        | 1      | 1             | 0              | 0               |
| Stefano Garzelli   | 1      | 1             | 0              | 0               |
| Luca Gelfi         | 1      | 1             | 0              | 0               |
| Gianluca Pierobon  | 1      | 1             | 0              | 0               |
| Matteo Sobrero     | 1      | 1             | 0              | 0               |
| Romeo Venturelli   | 1      | 1             | 0              | 0               |
| Guido Carlesi      | 1      | 0             | 0              | 1               |
| Adriano Malori     | 1      | 0             | 0              | 1               |

### Cronometro a squadre
| Nome                  | Totale | Giro d'Italia | Tour de France | Vuelta a España |
| --------------------- | ------ | ------------- | -------------- | --------------- |
| Liquigas              | 3      | 2             | 0              | 1               |
| Del Tongo-Colnago     | 3      | 3             | 0              | 0               |
| GB-MG Maglificio      | 2      | 0             | 2              | 0               |
| Bianchi-Pirelli       | 2      | 2             | 0              | 0               |
| Ariostea              | 2      | 1             | 1              | 0               |
| Carrera Jeans         | 1      | 0             | 1              | 0               |
| Gewiss-Ballan         | 1      | 0             | 1              | 0               |
| Bianchi-Piaggio       | 1      | 1             | 0              | 0               |
| Hoonved-Bottecchia    | 1      | 1             | 0              | 0               |
| Legnano               | 1      | 1             | 0              | 0               |
| Leo-Chlorodont        | 1      | 1             | 0              | 0               |
| Salvarani             | 1      | 1             | 0              | 0               |
| Torpado-Ursus         | 1      | 1             | 0              | 0               |
| Gatorade-Château d'Ax | 1      | 0             | 0              | 1               |
| Nazionale italiana    | 1      | 0             | 0              | 1               |